# Change of Habit (banda sonora)

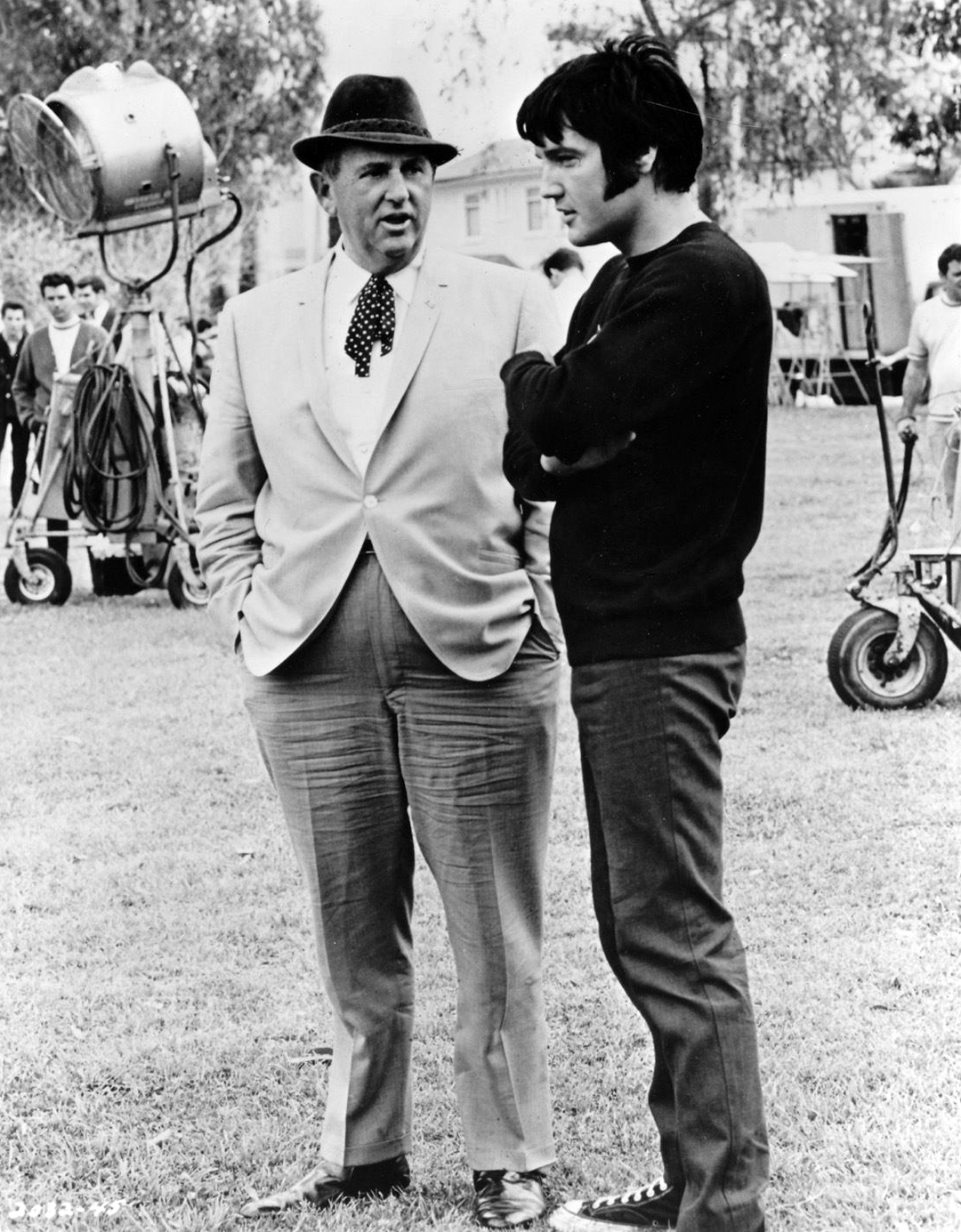
Elvis Presley y su mánager Tom Parker durante la filmación de Change of Habit en 1969

Change of Habit ("Cambio de hábito") película protagonizada por Elvis Presley y Mary Tyler Moore y estrenada  el 10 de noviembre de 1969, contó con cuatro canciones de Presley que se incluyeron en el film existiendo además de un quinto tema que finalmente no se utilizó, y aunque RCA no editó un EP exclusivamente de la banda sonora de la película, la totalidad de las canciones se lanzaron a la venta oportunamente en formatos separados sin relación alguna con la película.
Una canción grabada en American Sound Studio, « Rubberneckin' », se usaría en la película y posteriormente se publicaría como cara B del sencillo de RCA 47-9768 « Don't Cry Daddy » junto con el estreno de la película.  Se grabaron cuatro canciones en las sesiones de grabación de la banda sonora, de las cuales «Let's Be Friends» no se usaría en la película.
Las cuatro canciones se lanzarían comercialmente en álbumes de bajo presupuesto : «Let's Be Friends», el tema principal « Change of Habit » y « Have A Happy » de Let's Be Friends al año siguiente, y «Let Us Pray» se publicó en el álbum de 1971 « You'll Never Walk Alone»  
Algunas fuentes de referencia enumeran erróneamente una toma descartada de la película anterior de Presley, Charro!, "Let's Forget About the Stars" (una canción también lanzada en el álbum Let's Be Friends ), como si fuera una canción grabada para Change of Habit 

## Contexto histórico
Cuando Presley entró en Decca Universal Studio el 5 de marzo de 1969, durante dos días para grabar la banda sonora de su última película dramática, lo que se conocería como el especial de televisión de regreso ya se había emitido, el álbum que lo acompañaba había sido su primer LP entre los diez primeros en cuatro años, y acababa de terminar las sesiones en American Sound Studio que dieron como resultado From Elvis in Memphis y los sencillos entre los diez primeros " In the Ghetto " y " Suspicious Minds ", que consolidarían su resurgimiento como una fuerza en la música popular estadounidense. Tenía un compromiso de un mes en el International Hotel en Paradise, Nevada, programado para agosto, sus primeras presentaciones en vivo en ocho años, y claramente ahora había dado un giro a su carrera.

### Músicos
- Elvis Presley - voz / piano (tocado en vivo)
- The Blossoms - coros
- BJ Baker, Sally Stevens, Jackie Ward - coros
- Howard Roberts , Dennis Budimir, Mike Deasy, Robert Bain - guitarra eléctrica
- Roger Kellaway - piano
- Joe Mondragon , Lyle Ritz , Max Bennett - contrabajo
- Carol Kaye - bajo eléctrico
- Carl O'Brien - batería

### Lista de canciones
1. " Cambio de hábitos " ( Buddy Kaye y Ben Weisman )
2. "Seamos amigos" ( Chris Arnold, David Martin, Geoffrey Morrow ) (no se utiliza en la película)
3. "Oremos" (Buddy Kaye y Ben Weisman)
4. "Que tengas un día feliz" (Buddy Kaye, Dolores Fuller, Ben Weisman)
5. " Rubberneckin' " (Dory Jones y Bunny Warren) (No se grabó inicialmente para la película, pero se agregó a la banda sonora e interpretó Elvis ante la cámara)

## Ediciones
- Don't Cry Daddy / Rubberneckin' (sencillo) RCA Victor 1969
- Let's Be Friends (álbum) RCA Camdem 1970
- You'll Never Walk Alone (álbum) RCA Camdem 1971

## Ventas
El sencillo Don't Cry Daddy / Rubberneckin' está catalogado actualmente como disco de platino por la RIAA. El álbum Let's Be Friends, que aportó nuevas canciones al catálogo de Elvis tras su edición en marzo de 1970, entró en las listas del Billboard y logró sorpresivas ventas que lo hicieron acreedor del disco de platino.  En cuanto al álbum You'll never Walk Alone de 1971 obtuvo unas ventas discretas de 200.000 copias al comienzo, pero fue sumando éxitos a lo largo de los años hasta alcanzar lacategoría de triple disco de platino. 